# David Williams (homme politique)
Pour les articles homonymes, voir David Williams.
David Williams est un homme politique britannique, membre du Parti travailliste. Il siège au Parlement pour Stoke-on-Trent Nord depuis 2024.
Williams a étudié à l'université de Keele. 